# 毛光國
毛光國（？—？），和名佐渡山親方安春，琉球國第二尚氏王朝政治家、三司官。毛氏佐渡山殿內第十二世。
毛光國是第十一世毛光山（佐渡山里之子親雲上安懿）之子，也是畫家毛長禧（佐渡山親雲上安健）的兄長。
嘉慶六年（1801年），毛光國以年頭慶賀使的身份出使薩摩藩，翌年歸國。嘉慶八年癸亥十一月二十三日（1804年1月5日），就任三司官。嘉慶十三年戊辰五月十一日（1808年6月4日），獲賜紫地浮織冠。同年冬，毛光國以王舅的身份，與紫金大夫鄭章觀（屋富祖親方）、使者毛維新（澤岻親雲上）跟隨冊封使船隊前往清朝謝恩。嘉慶十六年閏三月十九日（1811年5月11日），獲賜青地五色浮織冠。嘉慶二十年乙亥十月十六日（1815年11月16日）致仕。